# Josh Brecheen
Pour les articles homonymes, voir Brecheen.
Joshua Chad Brecheen, né le 19 juin 1979 à Ada, est un homme politique américain. Membre du Parti républicain, il représente le 2e district de l'Oklahoma à la Chambre des représentants des États-Unis depuis 2023.

## Biographie
Avant son élection au congrès en 2022, Brecheen est membre du Sénat de l'Oklahoma et est un propriétaire de ranch.

## Vie personnelle
Brecheen est résident de Coalgate avec sa femme Kacie et ses quatre enfants.